# (10025) Rauer
(10025) Rauer est un astéroïde de la ceinture principale.

## Description
(10025) Rauer est un astéroïde de la ceinture principale. Il fut découvert le 16 mars 1980 à La Silla par Claes-Ingvar Lagerkvist. Il présente une orbite caractérisée par un demi-grand axe de 2,91 UA, une excentricité de 0,07 et une inclinaison de 1,2° par rapport à l'écliptique.
Il a été nommé en l'honneur de l'astronome allemand Heike Rauer.

## Compléments